# 皮斯莱勒马赖
皮斯莱勒马赖（法語：Puiselet-le-Marais，法語發音：[pɥizlɛ lə maʁɛ] ⓘ）是法国法兰西岛大区埃松省的一个市镇，属于埃唐普区。

## 地理
皮斯莱勒马赖（48°24'19"N, 2°15'44"E）面积11.27 平方千米，位于法国法蘭西島大區埃松省，该省份为法国北部内陆省份，北起上塞纳省和马恩河谷省，西接厄尔-卢瓦省和伊夫林省，南至卢瓦雷省，东临塞纳-马恩省。
与皮斯莱勒马赖接壤的市镇（或旧市镇、城区）包括：布维尔、布瓦埃尔潘、拉福雷圣克鲁瓦、梅皮、莫里尼-尚皮尼、瓦尔皮索。

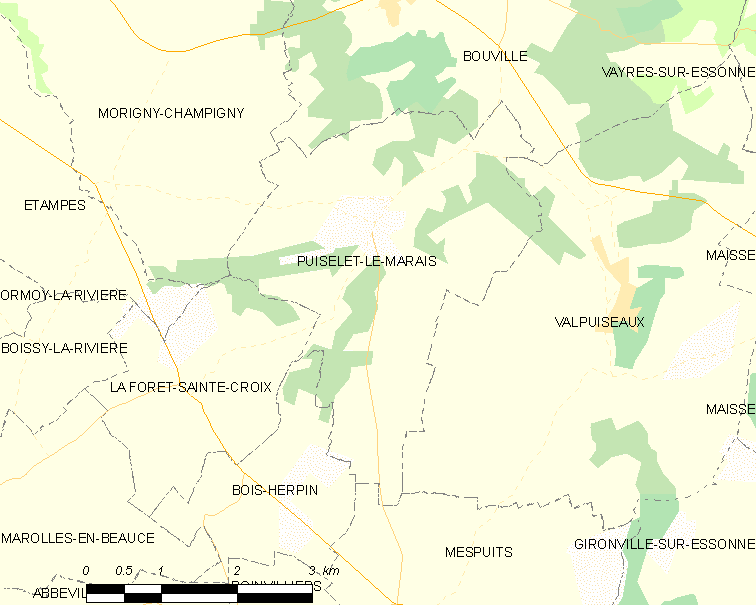
皮斯莱勒马赖的OSM定位图

皮斯莱勒马赖的时区为UTC+01:00、UTC+02:00（夏令时）。

## 行政
皮斯莱勒马赖的邮政编码为91150，INSEE市镇编码为91508。

## 政治
皮斯莱勒马赖所属的省级选区为埃唐普县。

## 人口

1962-2008年间皮斯莱勒马赖人口变化图示

皮斯莱勒马赖于2022年1月1日时的人口数量为261人。